# Ізотомус
Ізото́мус (Isotomus Mulsant, 1863) — рід жуків з родини вусачів. 
У карпатському регіоні розповсюджений лише один вид — Ізотомус особливий (Isotomus speciosus Schneider, 1787)